# Orchestre de chambre Franz Liszt
L'Orchestre de chambre Franz Liszt (Liszt Ferenc Kamarazenekar en hongrois), aussi connu internationalement sous le nom de Franz Liszt Chamber Orchestra, est un orchestre de chambre hongrois fondé en 1963, basé à Budapest.

## Historique
L'Orchestre de chambre Franz Liszt est fondé en 1963 par des étudiants de l'Académie Franz-Liszt de Budapest,.
La formation est constituée de seize cordes et d'un clavecin et se produit sans chef d'orchestre, le premier violon dirigeant l'ensemble. Depuis 1979, il s'agit de János Rolla,.
L'orchestre, dont le répertoire s'étend de Monteverdi à la musique contemporaine, donne environ 30 à 35 concerts par an en Hongrie en plus d'effectuer des tournées dans l'Europe entière, aux États-Unis ou au Japon, et participe à de nombreux festivals, comme Besançon, Édimbourg, Bath, Flandres, Helsinki, Lucerne, Montreux et Salzbourg, notamment.
La formation a collaboré avec des artistes tels que Jean-Pierre Rampal, Maurice André, Martha Argerich, Mstislav Rostropovich, Henryk Szeryng, Yehudi Menuhin et Isaac Stern.

## Directeurs artistiques
Comme directeurs artistiques de l'ensemble se sont succédé :
- Frigyes Sándor (1963-1979) ;
- János Rolla (depuis 1979).

## Discographie
L'Orchestre de chambre Franz Liszt est l'auteur de plus de 200 enregistrements, principalement réalisés pour le label Hungaroton. Des gravures discographiques sont également disponibles chez CBS, Teldec, EMI, Erato, Denon et Sony Classical.
L'ensemble est récipiendaire de plusieurs prix hongrois du « Disque de l'année » et de trois Grands Prix de l'Académie du disque français, dont un pour un enregistrement de cantates de Haendel et un pour des motets de Vivaldi.